# Prosopocera rufescens
Prosopocera rufescens là một loài bọ cánh cứng trong họ Cerambycidae.